# Лампрехт, Герхард
Герхард Лампрехт (нем. Gerhard Lamprecht; 6 октября 1897, Берлин — 4 мая 1974, Берлин) — немецкий режиссёр, сценарист, драматург и историк кино.
Герхард интересовался кинематографом с детства. В 12 лет работал киномехаником, в 1914 году его первый киносценарий приобрела берлинская кинокомпания Eiko-Film GmbH. С 1916 года Лампрехт брал уроки актёрского мастерства у Пауля Бильдта, пионера немецкого кинематографа, и применял свои знания на сцене. Он изучал театроведение и историю искусства в Берлинском университете. В 1917 году ему было предложена ставка автора и драматурга в кинокомпании Оскара Меслера, но Лампрехт был призван в армию. В 1918 году Лампрехт после ранения вновь стал писать сценарии прямо в госпитале. Лупу Пик, с которым Лампрехту доводилось работать раньше, пригласил его главным драматургом в своей компании Rex-Film.
В 1920 году Лампрехт впервые выступил режиссёром в фильме Es bleibt in der Familie. В эпоху немого кино он изучал техники монтажа, разработанные С. М. Эйзенштейном. Лампрехт создал успешные экранизации литературных произведений: «Будденброки» (1923) по одноимённому роману Томаса Манна и «Эмиль и сыщики» (1931) по одноимённому роману Эриха Кестнера и сценарию Билли Уайлдера. Лампрехт проявлял большой интерес к жизни самых бедных слоёв населения и в середине 1920-х годов создал кинотрилогию социальной направленности (Die Verrufenen 1925, Die Unehelichen 1926 и Menschen untereinander 1926).
Среди фильмов, снятых после 1933 года, наиболее известна лента «Мадам Бовари» (1937) по роману Гюстава Флобера «Госпожа Бовари» с участием Полы Негри и Фердинанда Мариана. Послевоенный фильм «Где-то в Берлине» (1946) стал одним из первых фильмов, созданных после Второй мировой войны на киностудии DEFA.
Лампрехт проявлял интерес к истории кино и создал крупную коллекцию, которая в 1962 году была передана Сенату Берлина и легла в основу Немецкой синематеки. Лампрехт руководил ею до 1966 года. Лампрехт похоронен в Берлине на Целендорфском лесном кладбище.

## Фильмография
| - 1918: Der Weltspiegel - 1919: Der Flimmerprinz - 1920: So ein Lausbub - 1920: Es bleibt in der Familie - 1921: Die Erlebnisse einer Kammerzofe - 1922: Aus den Erinnerungen eines Frauenarztes - 1923: Das Haus ohne Lachen - 1923: Und dennoch kam das Glück - 1923: Будденброки / Die Buddenbrooks - 1924: Другая — Die Andere - 1925: Die Verrufenen - 1925: Ганзейцы — Hanseaten - 1926: Die Unehelichen - 1926: Menschen untereinander - 1926: Schwester Veronika - 1927: Der Katzensteg - 1927: Старый Фриц — Der alte Fritz - 1928: Der Mann mit dem Laubfrosch - 1928: Erstarrte Märchenwelt - 1928: Unter der Laterne - 1930: Zweierlei Moral - 1931: Zwischen Nacht und Morgen - 1931: Эмиль и сыщики — Emil und die Detektive - 1932: Чёрный гусар / Der schwarze Husar - 1932: Was wissen denn Männer - 1933: Spione am Werk | - 1933: Ein gewisser Herr Gran - 1933: Einmal eine große Dame sein - 1934: Принцесса Турандот — Prinzessin Turandot - 1935: Barcarole - 1935: Einer zuviel an Bord - 1935: Der höhere Befehl - 1936: Ein seltsamer Gast - 1937: Мадам Бовари / Madame Bovary - 1937: Die gelbe Flagge - 1938: Игрок / Der Spieler - 1939: Die Geliebte - 1939: Frau im Strom - 1940: Mädchen im Vorzimmer - 1941: Clarissa - 1942: Diesel - 1943: Du gehörst zu mir - 1945: Die Brüder Noltenius - 1945: Kamerad Hedwig - 1946: Где-то в Берлине / Irgendwo in Berlin - 1949: Quartett zu fünft - 1949: Madonna in Ketten - 1953: Meines Vaters Pferde - 1954: Der Engel mit dem Flammenschwert - 1955: Oberwachtmeister Borck - 1958: Menschen im Werk |